# 勞倫斯峰
勞倫斯峰（英語：Lawrence Peaks），是南極洲的山峰，位於維多利亞地的博克格雷溫克海岸，流經航海家冰川和馬里納冰川，由新西蘭探險隊命名，現時由南極條約體系管理。